# Contraespionaje
El contraespionaje o contrainteligencia es la actividad de evitar que el enemigo obtenga información secreta, tales como la clasificación y el control cuidadoso de información sensible y crear desinformación.
El contraespionaje está dirigido contra el sistema de espionaje de un enemigo, por ejemplo reclutando agentes en órganos de inteligencia extranjera.
La mayoría de los gobiernos y de los militares tienen organizaciones que satisfacen específicamente este papel. Los métodos incluyen agentes encubiertos, supervisando el comportamiento del «personal diplomático legalmente acreditado» (alguno de quién son a veces realmente espías o tratantes del espía), y medios similares.
Cuando se descubre un espía, las agencias de la contraespionaje generalmente se autorizan formalmente para arrestar a sospechosos del espionaje, pero es a menudo más productivo vigilar cuidadosamente a ellos para ver lo que saben, a dónde van, y con quién hablan. Además, la desinformación se puede utilizar para engañar a las organizaciones hostiles (tales como grupos terroristas) o a los espías y a sus patrocinadores de los países hostiles, o hacer que cesen sus actividades si creen que su información ha llegado a ser no fiable y/o se ha comprometido su secreto. Las actividades del espionaje y de la contravigilancia ocurren no solo entre los gobiernos, también pasa entre las industrias así como en lo criminal y, según lo indicado antes, en los grupos terroristas.

## Agencias de contraespionaje
| País           | Agencia(s)                                                             | Notas                       |
| -------------- | ---------------------------------------------------------------------- | --------------------------- |
| Alemania       | Bundesnachrichtendienst (BND)                                          |                             |
| Argentina      | Agencia Federal de Inteligencia (AFI)                                  |                             |
| Australia      | Australian Security Intelligence Organisation (ASIO)                   | Parte de la comunidad UKUSA |
| Brasil         | Agência Brasileira de Inteligência (ABIN)                              |                             |
| Canadá         | Canadian Security Intelligence Service (CSIS)                          | Parte de la comunidad UKUSA |
| Chile          | Agencia Nacional de Inteligencia (ANI)                                 |                             |
| Colombia       | Dirección de Inteligencia Policial (DIPOL)                             |                             |
| Colombia       | Dirección Nacional de Inteligencia (DNI)                               |                             |
| Costa Rica     | Dirección de Inteligencia y Seguridad (DIS)                            |                             |
| Cuba           | Dirección General de la Contrainteligencia (DGCI)                      |                             |
| Cuba           | Dirección Contra Inteligencia Militar (CIM)                            |                             |
| Ecuador        | Secretaría Nacional de Inteligencia (SENAIN)                           |                             |
| España         | Centro Nacional de Inteligencia (CNI)                                  |                             |
| Estados Unidos | ECHELON                                                                | Comunidad UKUSA             |
| Estados Unidos | Federal Bureau of Investigation (FBI)                                  |                             |
| Estados Unidos | Agencia Central de Inteligencia (CIA)                                  |                             |
| Estados Unidos | Counterintelligence Field Activity (CIFA)                              |                             |
| Estados Unidos | Office of the National Counterintelligence Executive (NCIX)            |                             |
| Francia        | Direction de la Surveillance du Territoire (DST)                       |                             |
| Guatemala      | Secretaría de Inteligencia del Estado                                  |                             |
| Guatemala      | Secretaría de Asuntos Administrativos y de Seguridad (SAAS)            |                             |
| Guatemala      | Dirección de Inteligencia del Estado Mayor de la Defensa Nacional (D2) |                             |
| Guatemala      | Dirección General de Inteligencia Civil (DIGICI)                       |                             |
| Israel         | Shabak (interno)                                                       |                             |
| Israel         | Mossad (externo)                                                       |                             |
| México         | Centro Nacional de Inteligencia (CNI)                                  |                             |
| Nueva Zelanda  | Parte de ECHELON                                                       | Comunidad UKUSA             |
| Pakistán       | Inter-Services Intelligence (ISI)                                      |                             |
| Paraguay       | Dirección Nacional de Asuntos Técnicos (DNAT)                          |                             |
| Paraguay       | Secretaría Nacional de Inteligencia (SNI)                              |                             |
| Paraguay       | Consejo Nacional de Inteligencia (CNI)                                 |                             |
| Reino Unido    | MI5 (interno)                                                          | Parte de la comunidad UKUSA |
| Reino Unido    | MI6 (externo)                                                          | Parte de la comunidad UKUSA |
| Rusia          | FSB                                                                    |                             |
| Sudáfrica      | National Intelligence Agency (NIA)                                     |                             |
| Suecia         | Swedish Security Service (Säpo)                                        |                             |
| Ucrania        | Servicio de Seguridad de Ucrania (SBU)                                 |                             |
| Venezuela      | Servicio Bolivariano de Inteligencia Nacional (SEBIN)                  |                             |
| Venezuela      | Dirección General de Contrainteligencia Militar (DGCIM)                |                             |
| Venezuela      | Comando Anti Extorsión y Secuestro (CONAS)                             |                             |
| Venezuela      | Fuerzas de Acciones Especiales                                         |                             |

## Agencias de contraespionaje ya desaparecidas
- Departamento Administrativo de Seguridad (DAS) - Colombia
- Stasi - República Democrática Alemana (RDA)
- Securitate - República Socialista de Rumanía
- Sigurimi - República Popular de Albania
- Służba Bezpieczeństwa - República Popular de Polonia
- Darzhavna Sigurnost - República Popular de Bulgaria
- PIDE - Portugal
- SAVAK - Irán
- OVRA - Italia
- KGB - Unión Soviética
- NKVD - Unión Soviética
- OGPU - Unión Soviética
- Cheka - Unión Soviética
- Kenpeitai - Imperio del Japón
- Tokeitai - Imperio del Japón
- Tokubetsu Kōtō Keisatsu - Imperio del Japón
- Gestapo - Alemania Nazi
- Abwehr - Alemania Nazi
- Ojrana - Rusia Imperial
- Dirección de Inteligencia Nacional (DINA) - Chile
- Central Nacional de Informaciones (CNI) - Chile
- Servicio de Documentación Exterior y Contraespionaje (SDECE) - Francia
- Deuxième Bureau (Deuxième Bureau de l'État-major général) - Francia
- Servicio de Inteligencia Nacional del Perú (SIN) - Perú
- Dirección de los Servicios de Inteligencia y Prevención (DISIP) - Venezuela
- Centro de investigación y Seguridad Nacional (CISEN) - México